# Аккола, Пауль
Па́уль А́ккола (нем. Paul Accola; род. 20 февраля 1967 года, Давос) — швейцарский горнолыжник, обладатель Кубка мира 1991/92 в общем зачёте, призёр чемпионатов мира и Олимпийских игр. Участник пяти подряд зимних Олимпиад.

## Карьера
Пауль Аккола вырос в семье фермеров вместе с сестрой и двумя братьями. Показав на молодёжных соревнованиях по горнолыжному спорту хорошие результаты он попал в состав швейцарской сборной на молодёжное первенство 1985 года, которое проходило в Чехословакии. Там он завоевал две медали — серебро в комбинации и бронзу в специальном слаломе.
17 января 1988 года Аккола дебютировал в Кубке мира и сразу же занял восьмое место в слаломе на этапе в Бад-Клайнкирххайме. Это позволило ему попасть на Олимпиаду в Калгари, где он сенсационно завоевал бронзовую медаль в комбинации, не имея при этом подиумов Кубка мира.
Первый раз попал в тройку лучших на этапе Кубка мира в декабре 1988 года, став третьим в слаломе на этапе в Сестриере. В том же сезоне выиграл серебряную медаль чемпионата мира в комбинации, уступив только Марку Жирарделли.
Наиболее успешным сезоном в карьере Пауля Аккола стал сезон 1991/92 годов. В начале сезона он одержал первую в карьере победу на этапе в Брекенридже. Всего за сезон он выиграл 7 стартов и стал первым в общем зачёте Кубка мира, а также в зачётах комбинации и гигантского слалома. Сезон 1991/92 остался единственным в карьере Акколы, в котором он побеждал на этапах Кубка мира. Несмотря на статус явного фаворита швейцарец неудачно выступил на Олимпиаде 1992 года в Альбервиле, где его лучшим результатом стало четвёртое место в гигантском слаломе (от бронзы швейцарца отделили 0,20 сек). В слаломе Пауль стал шестым с отставанием в 0,77 сек от третьего места.
Травма спины не позволила ему удержать чемпионский уровень победного сезона. Аккола регулярно попадал в десятку лучших, но не одерживал побед. Он участвовал в Олимпиадах в Лиллехаммере и Нагано, но без особого успеха.
В 1999 году, на чемпионате мира, который как и 10 лет назад проходил в Вейле, Аккола завоевал вторую в карьере медаль — бронзу в комбинации. Через два года он повторил этот успех на первенстве мира в Австрии.
На своей пятой Олимпиаде Аккола стартовал в двух дисциплинах, оба раза пробивался в десятку лучших, но оставался без медалей. В комбинации Аккола занял достаточно высокое шестое место, но от бронзового призёра его отделили ровно 4 секунды из-за слабого выступления в слаломе (после скоростного спуска Аккола шёл на 4-м месте).
В начале сезона 2002/03 швейцарец получил тяжелую травму, но вернулся в соревнования, и выступал до 2005 года, когда и закончил карьеру в возрасте 38 лет. 
Младшая сестра Пауля Мартина Аккола (род. 1969) также была горнолыжницей и выступала на Олимпийских играх 1994 и 1998 годов в слаломе (17-е и 7-е место соответственно), дважды была призёром этапов Кубка мира в слаломе.

## Результаты на крупнейших соревнованиях

### Зимние Олимпийские игры
| Олимпийские игры    | Скоростной спуск | Супергигант | Гигантский слалом | Слалом | Комбинация |
| ------------------- | ---------------- | ----------- | ----------------- | ------ | ---------- |
| 1988 Калгари        | —                | —           | —                 | DSQ    | 3          |
| 1992 Альбервиль     | DNF              | 10          | 4                 | 6      | 21         |
| 1994 Лиллехаммер    | —                | 14          | 19                | 17     | 6          |
| 1998 Нагано         | —                | 18          | 7                 | 18     | DNF        |
| 2002 Солт-Лейк-Сити | —                | 10          | —                 | —      | 6          |

### Чемпионаты мира
| Чемпионат мира       | Скоростной спуск | Супергигант | Гигантский слалом | Слалом | Комбинация |
| -------------------- | ---------------- | ----------- | ----------------- | ------ | ---------- |
| 1989 Вейл            | —                | —           | —                 | 4      | 2          |
| 1991 Зальбах         | —                | —           | —                 | 11     | 4          |
| 1993 Мориока         | —                | н/д         | —                 | 5      | —          |
| 1996 Сьерра-Невада   | —                | —           | 13                | —      | 11         |
| 1997 Сестриере       | —                | —           | 5                 | 18     | 6          |
| 1999 Вейл/Бивер-Крик | 16               | 5           | 4                 | 9      | 3          |
| 2001 Санкт-Антон     | —                | 13          | 8                 | —      | 3          |

### Победы на этапах Кубка мира (7)
| № | Сезон   | Дата        | Место проведения    | Дисциплина        |
| - | ------- | ----------- | ------------------- | ----------------- |
| 1 | 1991/92 | 29 ноя 1991 | Брекенридж          | Гигантский слалом |
| 2 | 1991/92 | 30 ноя 1991 | Брекенридж          | Слалом            |
| 3 | 1991/92 | 13 янв 1992 | Гармиш-Партенкирхен | Комбинация        |
| 4 | 1991/92 | 19 янв 1992 | Кицбюэль            | Комбинация (2)    |
| 5 | 1991/92 | 26 янв 1992 | Венген              | Комбинация (3)    |
| 6 | 1991/92 | 1 фев 1992  | Межев               | Супергигант       |
| 7 | 1991/92 | 1 мар 1992  | Мориока             | Супергигант (2)   |